# Ballintemple
Bellintemple è una cittadina irlandese nella contea di Cork dove morì George Boole.